# Teudis opertaneus
Teudis opertaneus là một loài nhện trong họ Anyphaenidae.
Loài này thuộc chi Teudis. Teudis opertaneus được Eugen von Keyserling miêu tả năm 1891.